# Dynix (операционная система)
Dynix (сокр. от англ. DYNamic unIX — динамический Unix) — операционная система, разработанная компанией Sequent. Перешла в 1999 году к IBM, которая купила Sequent. Является разновидностью BSD Unix. Dynix был заменён на Dynix/ptx, основанным на версии Unix System V выпущенным компанией AT&T.
Весной 2003 года компания SCO отозвала у IBM лицензию на Dynix и подала на неё в суд, утверждая, что та передала сообществу разработчиков ядра Linux программный код (148 файлов, 168276 строк кода) из Dynix, реализующий поддержку технологий NUMA и RCU.
В дальнейшем IBM сконцентрировала усилия на развитии ОС AIX и перенесла туда некоторые возможности и наработки из Dynix.